# Рукавишников, Иван Михайлович
Иван Михайлович Рукавишников (1848—1906) — российский предприниматель из нижегородской династии Рукавишниковых.

## Биография
Старший сын М. Г. Рукавишникова, владельца стального завода в Нижегородской губернии и торговца железом и сталью. Не отличался физической силой и крепким здоровьем, но обладал лучшими среди братьев и сестёр предпринимательскими способностями. После смерти отца в 1874 году возглавил семейное дело, которое согласно оценке исследователей «перестало расти, но и не пришло в упадок». В 1901 году стальной завод был закрыт, однако торговля Рукавишниковых на Нижегородской ярмарке по-прежнему процветала.
Помимо управления фирмой вёл активную общественную деятельность: в 1883—1886 годах занимал должность гласного городской думы Нижнего Новгорода, а также являлся главой совета Нижегородского купеческого банка и действительным членом Нижегородского общества поощрения высшего образования.
Также известен благотворительностью, в частности на его средства в Нижегородской земледельческой исправительной колонии для малолетних преступников была построена церковь. Кроме того, Иван Михайлович и его братья и сестры материально способствовали строительству местного Дома трудолюбия и его содержанию.
Умер 25 января (7 февраля) 1906 года. Похоронен на Казанском кладбище при Нижегородском Крестовоздвиженском монастыре.
Значительная часть состояния Ивана Михайловича отошла на благотворительность, в том числе 75 тысяч рублей — на содержание Вдовьего дома Бугрова и Блинова и 25 тысяч — на обучение вдовьих детей. На эти деньги было построено училище с сапожной мастерской для мальчиков и швейной мастерской для девочек.
Его единственный сын, Иван (1882—?), в 1902 году окончил Нижегородский дворянский институт; затем учился в Санкт-петербургском технологическом институте, служил в Государственном совете и после революции эмигрировал во Францию.